# سلطنة مقديشو
سلطنة مقديشو (بالصومالية: Saldanada Muqdisho)‏ والمعروفة أيضًا باسم مملكة مقديشو. كانت سلطنة بنادرية سواحلية من العصور الوسطى تتمركز في جنوب الصومال. صعدت كواحدة من القوى البارزة في القرن الأفريقي تحت حكم فخر الدين قبل أن تصبح جزءًا من سلطنة أجوران القوية والمتوسعة في القرن الثالث عشر. حافظت سلطنة مقديشو على شبكة تجارية واسعة، وسيطرت على تجارة الذهب الإقليمية، وسكت عملتها الخاصة ، وتركت إرثًا معماريًا واسعًا في جنوب الصومال حاليًا.
ايضا في القرن الثاني عشر كانت مقديشو يحكمها سلطان مظفر عباد البحرصوفي البندو 
كما ذكر البروفسور enrico Cerulli في كتابه 
La poesia dei Somali. La tribù Somala. Lingua Somala in caratteri arabi. Ed altri saggi.

## الأصل

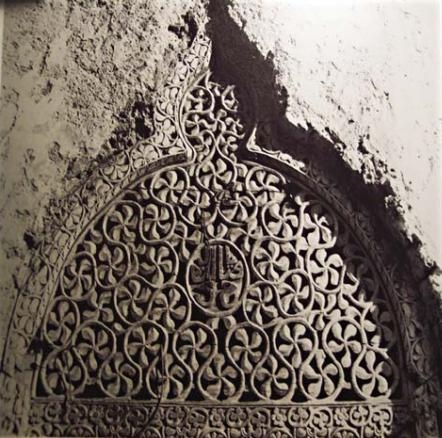
مدخل منزل من الحجر المرجاني في مقديشو

لسنوات عديدة ، عملت مقديشو كمدينة بارزة في بلد البربر بلاد البربر - "أرض البربر"، حيث أطلق على المتحدثين باللغة العربية في العصور الوسطى اسم الساحل الصومالي.
كان الأصل العرقي التأسيسي لمقديشو والسلطنة اللاحقة موضوعًا للمكائد في الدراسات الصومالية. اعتقد إيوان لويس وإنريكو سيرولي أن المدينة تأسست وحكمها مجلس من العائلات العربية والفارسية.
ومع ذلك، فإن المرجع I.M Lewis و Cerulli قد تلقوا آثارًا تعود إلى نص من القرن التاسع عشر يسمى كتاب الزنوج، والذي فقد مصداقيته من قبل العلماء المعاصرين باعتباره غير موثوق به وغير تاريخي.
والأهم من ذلك، أنه يتعارض مع المصادر الشفوية القديمة المكتوبة والأدلة الأثرية على الحضارات والمجتمعات الموجودة مسبقًا التي ازدهرت على الساحل الصومالى، والتي كانت أجداد مقديشو والمدن الساحلية الأخرى. وبالتالي ، فإن "الأساطير" التأسيسية الفارسية والعربية تعتبر انعكاسًا استعماريًا زائفًا عفا عليه الزمن حول قدرة الأفارقة على إنشاء دولهم المتطورة.

## التاريخ

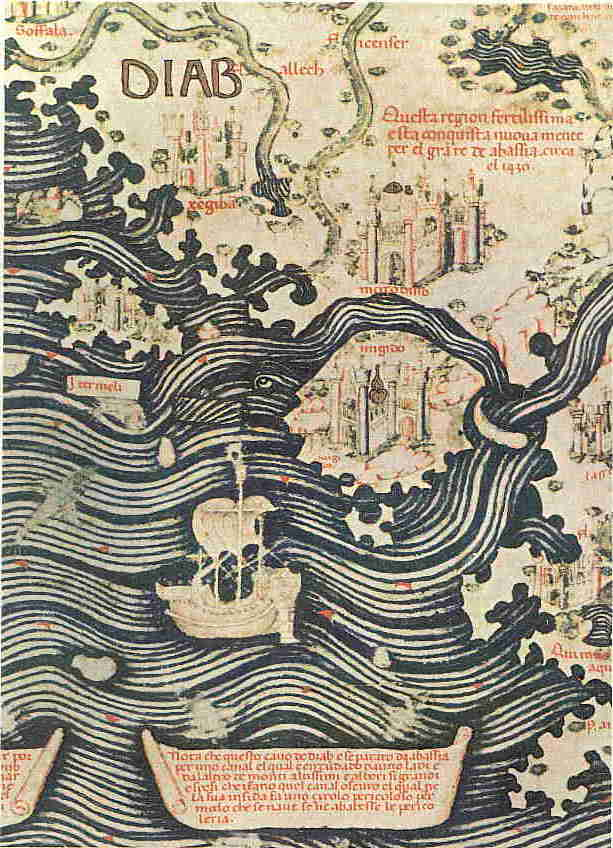
مقديشو على خريطة القرون الوسطى فرا ماورو

يعود تاريخ سلطنة مقديشو إلى القرن العاشر على الأقل بناءً على عملات مقديشان المسكوكة والتي تحمل تواريخ تلك الفترة. تشير هذه القطع النقدية أيضًا إلى السلاطين الأوائل، وكان أقربهم إمسيل بن محمد خلال الفترة من 923 إلى 2424.
لسنوات عديدة، عملت مقديشو كمدينة بارزة في بلد البربر بلاد البربر أرض البربر، حيث أطلق المتحدثون بالعربية في العصور الوسطى اسم الساحل الصومالي. بعد زيارته للمدينة، كتب المؤرخ السوري في القرن الثاني عشر ياقوت الحموي عبد سابق من أصل يوناني تاريخًا عالميًا للعديد من الأماكن التي زارها بما في ذلك مقديشو ووصفها بأنها أغنى وأقوى مدينة في المنطقة ووصفها كمركز إسلامي على المحيط الهندي. يعود تاريخ سلطنة مقديشو إلى القرن العاشر على الأقل بناءً على عملات مقديشان المسكوكة والتي تحمل تواريخ تلك الفترة. تشير هذه القطع النقدية أيضًا إلى السلاطين الأوائل، وكان أقربهم إمسيل بن محمد خلال الفترة من 923 إلى 2424.
في القرن الثالث عشر، اكتسبت سلطنة مقديشو من خلال تجارتها مع الصين في العصور الوسطى شهرة كافية في آسيا لجذب انتباه قوبلاي خان. وفقًا لماركو بولو، أرسل الإمبراطور المغولي مبعوثًا إلى مقديشو للتجسس على السلطنة لكن الوفد تم القبض عليه وسجنه. ثم أرسل قوبلاي خان مبعوثًا آخر للتعامل مع إطلاق سراح الوفد المغولي السابق الذي أرسل إلى إفريقيا.استعادت الحفريات الأثرية العديد من العملات المعدنية من الصين وسريلانكا وفيتنام. تعود غالبية العملات المعدنية الصينية إلى عهد أسرة سونغ، على الرغم من أن سلالة مينج وسلالة تشينغ ممثلتان أيضًا، وفقًا لريتشارد بانكهورست.
من الفرضيات المعروفة لأصل اسم مدغشقر أن الاسم عبارة عن نقل حرفي تالف لمقديشو، عاصمة الصومال وميناء مهم من العصور الوسطى على المحيط الهندي. كان هذا قد نتج عن المستكشف الفينيسي في القرن الثالث عشر ماركو بولو الخلط بين الموقعين في مذكراته، حيث يذكر أرض ماديجيسكار الواقعة جنوب سقطرى. بعد ذلك تم تعميم هذا الاسم على خرائط عصر النهضة من قبل الأوروبيين. ومع ذلك، فإن إحدى أولى الوثائق المكتوبة التي قد تفسر سبب تسمية ماركو بولو لها مدغشقر موجودة في كتاب 1609 عن مدغشقر بقلم جيروم ميجيزر. في هذا العمل، يصف جيروم ميجيسر حدثًا ذهب فيه ملوك مقديشو وآدال إلى مدغشقر بأسطول ضخم من ما بين خمسة وعشرين ستة وعشرين ألف رجل، من أجل غزو جزيرة تابروبان أو سومطرة الغنية، لكن عاصفة ألقت بهم من بالطبع ونزلوا على سواحل مدغشقر قهروها ووقعوا معاهدة مع سكانها. مكثوا ثمانية أشهر ونصبوا في نقاط مختلفة من الجزيرة ثمانية أعمدة نقشوا عليها "مقديشو"، وهو الاسم الذي أصبح فيما بعد مدغشقر بالفساد. أكد الرحالة الهولندي الذي نسخ الأعمال والخرائط البرتغالية هذا الحدث بقوله "اسم مدغشقر من" ماكيشو مقديشو الذي غزاها شايك. في القرن الثالث عشر، اكتسبت سلطنة مقديشو من خلال تجارتها مع الصين في العصور الوسطى شهرة كافية في آسيا لجذب انتباه قوبلاي خان. وفقًا لماركو بولو، أرسل الإمبراطور المغولي مبعوثًا إلى مقديشو للتجسس على السلطنة لكن الوفد تم القبض عليه وسجنه. ثم أرسل قوبلاي خان مبعوثًا آخر للتعامل مع إطلاق سراح الوفد المغولي السابق الذي أرسل إلى إفريقيا.
استعادت الحفريات الأثرية العديد من العملات المعدنية من الصين و سريلانكا وفيتنام. وفقًا لريتشارد بانكهورست، تعود غالبية العملات المعدنية الصينية إلى عهد أسرة سونغ، على الرغم من تمثيل سلالة مينغ وسلالة تشينغ.

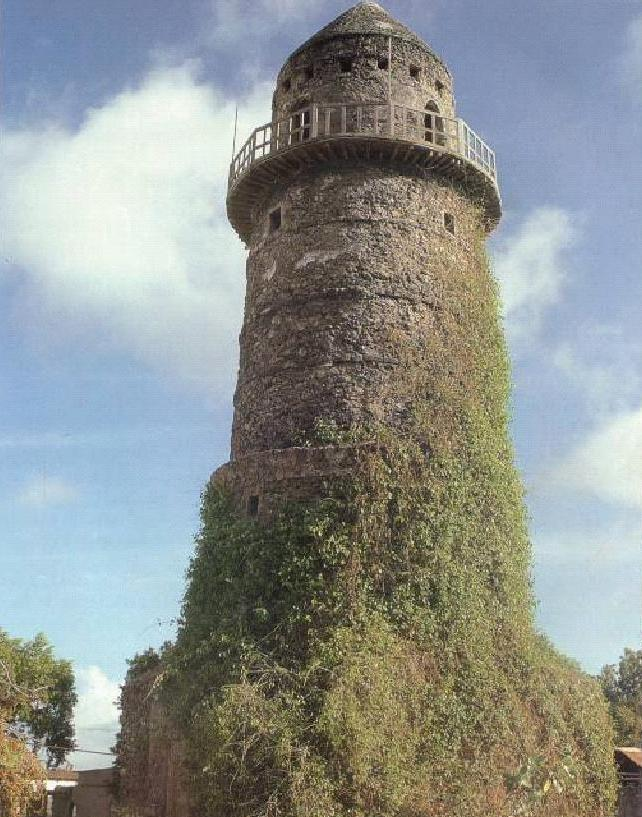
برج المنارة في مقديشو

في أوائل القرن الثالث عشر، أصبحت مقديشو مع مدن صومالية ساحلية وداخلية أخرى في جنوب الصومال وشرق الحبشة تحت سيطرة سلطنة أجوران وشهدت عصرًا ذهبيًا آخر. بحلول القرن السادس عشر، لم تعد مقديشو دولة تابعة وأصبحت مدينة كاملة تحت حكم أجوران. أسست عائلة أجوران، مظفار، سلالة حاكمة في المدينة، وبذلك جمعت كيانين معًا على مدى 350 عامًا قادمة، وأصبحت ثروات المدن الحضرية في الداخل والساحل ثروات للآخر.
خلال أسفاره، لاحظ ابن سعيد المغربي أن مدينة مقديشو قد أصبحت بالفعل المركز الإسلامي الرائد في المنطقة. بحلول وقت ظهور الرحالة المغربي ابن بطوطة على الساحل الصومالي عام 1331، كانت المدينة في أوج ازدهارها. ووصف مقديشو بأنها "مدينة كبيرة للغاية" بها العديد من التجار الأثرياء، والتي اشتهرت بنسيجها عالي الجودة الذي كانت تصدره إلى مصر، من بين أماكن أخرى. كما وصف كرم ضيافة سكان مقديشو وكيف كان السكان المحليون يضعون المسافرين في منازلهم لمساعدة الاقتصاد المحلي. وأضاف بطوطة أن المدينة كان يحكمها السلطان الصومالي أبو بكر بن شيخ عمر، من أصل باربرا، وهو مصطلح قديم لوصف أسلاف الشعب الصومالي. ويتحدثون مقديشان الصومالية أو البناديرية الصومالية يشار إليها من قبل إبن بطوطة باسم بنادير والعربية بطلاقة متساوية. كان للسلطان أيضًا حاشية من الوزراء، والخبراء القانونيين، والقادة، والخصيان الملكيين، وغيرهم من المسؤولين تحت إشرافه ودعوته لاحظ إبن خلدون في كتابه أن مقديشو كانت مدينة ضخمة. كما زعم أن المدينة كانت مكتظة بالسكان وبها العديد من التجار الأثرياء.
ولدت هذه الفترة شخصيات بارزة مثل عبد العزيز مقديشو الذي وصفه إبن بطوطة بأنه حاكم ورئيس جزيرة جزر المالديف وبعده سمي مسجد عبد العزيز في مقديشو بقي هناك لقرون.
كتب الرحالة البرتغالي الشهير دوارتي باربوسا عن مقديشو.
عليها ملك، وهي مكان تجارة كبيرة في البضائع. وتأتي السفن إلى هناك من مملكة كامباي الهند ومن عدن محملة بأشياء على اختلاف أنواعها وبهارات. ويحملون من هناك الكثير من الذهب والعاج وشمع العسل وأشياء أخرى يجنون منها ربحًا. يوجد في هذه المدينة الكثير من اللحوم والقمح والشعير والخيول، والكثير من الفاكهة إنها مكان غني جدا 

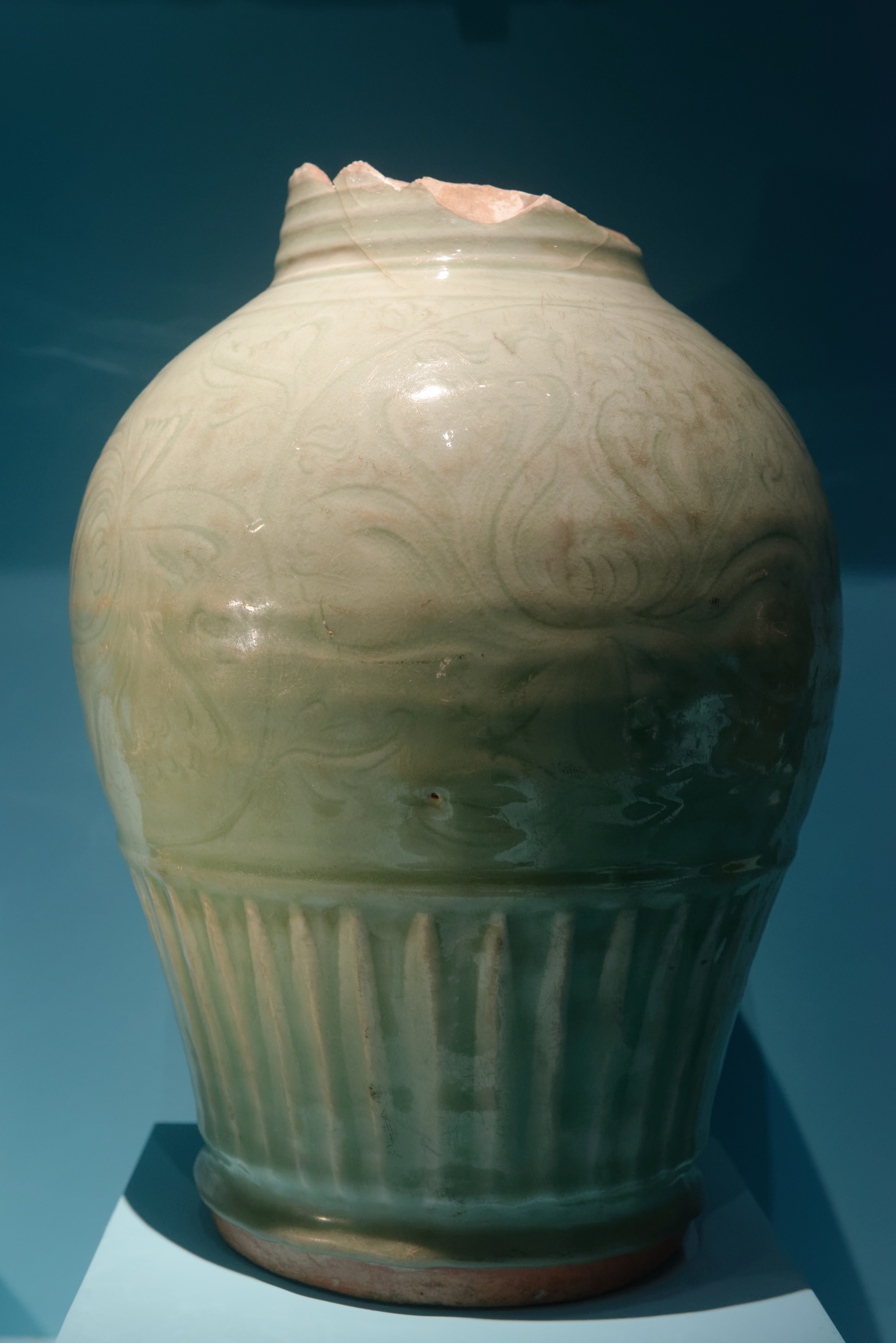
زهرية سيلادون من عصر مملكة يوان في مقديشو

أرسلت سلطنة مقديشو سفراء إلى الصين لإقامة علاقات دبلوماسية، وخلقت أول جالية أفريقية مسجلة على الإطلاق في الصين وأبرزها سعيد من مقديشو الذي كان أول رجل أفريقي تطأ قدمه في الصين. في المقابل، أرسل الإمبراطور يونجل، الإمبراطور الثالث لسلالة مينج ، أحد أكبر الأساطيل في تاريخ الصين للتجارة مع السلطنة. وصل الأسطول، بقيادة المشهور هوي مسلم تشنغ خه، إلى مقديشو بينما كانت المدينة في أوجها. إلى جانب الذهب واللبان والأقمشة، أعاد تشنغ أول حياة برية أفريقية على الإطلاق إلى الصين، والتي تضمنت أفراس النهر والزرافات والغزلان.
لاحظ فاسكو دا جاما، الذي مر بمقديشو في القرن الخامس عشر، أنها كانت مدينة كبيرة بها منازل من أربعة أو خمسة طوابق عالية وقصور كبيرة في وسطها والعديد من المساجد ذات المآذن الأسطوانية. في القرن السادس عشر، لاحظ دوارتي باربوسا أن العديد من السفن من مملكة كامبايا أبحرت إلى مقديشو بالملابس والتوابل التي حصلوا مقابلها على الذهب والشمع والعاج.
كما سلط باربوسا الضوء على وفرة اللحوم والقمح والشعير والخيول والفاكهة في الأسواق الساحلية، والتي ولّدت ثروة هائلة للتجار. مقديشو، مركز صناعة النسيج المزدهرة المعروفة باسم توب بينادير المتخصصة في الأسواق في مصر وسوريا، جنبًا إلى جنب مع مركاو باراوا كانت أيضًا بمثابة محطات عبور للتجار السواحليين من مومباسا وماليندي ولتجارة الذهب من مومباسا وماليندي كيلوا. كما جلب التجار اليهود من هرمز المنسوجات الهندية والفاكهة إلى الساحل الصومالي مقابل الحبوب والخشب.
في عام 1542، قاد القائد البرتغالي جواو دي سيبوفيلدا أسطولًا صغيرًا في رحلة استكشافية إلى الساحل الصومالي. خلال هذه الحملة، هاجم مقديشو لفترة وجيزة، واستولى على سفينة عثمانية وأطلق النار على المدينة، مما أجبر سلطان مقديشو على توقيع معاهدة سلام مع البرتغاليين.
وفقًا للمستكشف في القرن السادس عشر، يشير ليو أفريكانوس إلى أن السكان الأصليين لنظام الحكم في مقديشو كانوا من نفس أصول سكان شمال زيلا عاصمة سلطنة عدل. كانوا عمومًا طويل القامة مع بشرة زيتون، وبعضها أغمق. كانوا يرتدون حريرًا أبيض غنيًا تقليديًا ملفوفًا حول أجسادهم وكان لديهم عمامة إسلامية وسكان السواحل يرتدون عباءات فقط ويتحدثون العربية كلغة مشتركة. كانت أسلحتهم تتكون من أسلحة صومالية تقليدية مثل السيوف والخناجر والرماح وفؤوس المعركة والأقواس، على الرغم من أنهم تلقوا المساعدة من حليفها الوثيق الإمبراطورية العثمانية واستيراد الأسلحة النارية مثل البنادق والمدافع. كان معظمهم من المسلمين، على الرغم من أن قلة منهم كانت ملتزمة بالتقاليد البدوية الوثنية. كان هناك أيضًا عدد من المسيحيين الحبشة في الداخل. كانت مقديشو نفسها دولة مدينة ثرية ومبنية جيدًا، وحافظت على التجارة التجارية مع الممالك في جميع أنحاء العالم. كانت المدينة الكبرى محاطة بتحصينات حجرية مسورة.

## التجارة

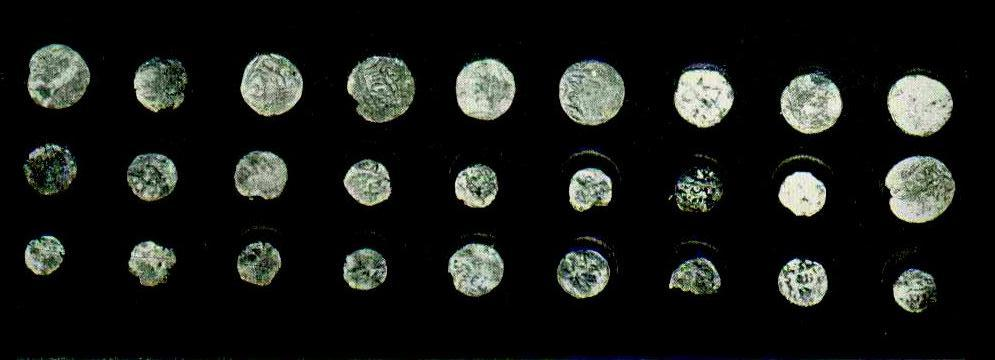
Horizontal Mogadishan Coins version

خلال القرن التاسع، قامت مقديشو بسك عملتها الخاصة في مقديشو لإمبراطوريتها التجارية في العصور الوسطى في المحيط الهندي.
ركزت هيمنتها التجارية عن طريق سك العملات المعدنية لتسهيل التجارة الإقليمية. حملت العملة أسماء 13 سلاطين متعاقبين في مقديشو. تعود أقدم القطع إلى عام 923 - 24 وعلى الوجه الأمامي اسم إمسيل بن محمد، سلطان مقديشو آنذاك.
كما نُقشت على ظهر العملات أسماء الخلفاء الأربعة لخلافة الراشدين.
كما تم سك عملات أخرى بأسلوب العملات الفاطمية والعثمانية. كانت عملات مقديشان منتشرة على نطاق واسع. تم العثور على قطع في أماكن بعيدة مثل الإمارات العربية المتحدة الحديثة، حيث توجد عملة معدنية تحمل اسم السلطان الصومالي علي ب. تم التنقيب عن مقديشو. كما تم العثور على قطع برونزية تعود إلى سلاطين مقديشو في بليد بالقرب من صلالة في محافظة ظفار.
عند الوصول إلى ميناء مقديشو، كان من المعتاد أن تقترب القوارب الصغيرة من السفينة القادمة ، ويقدم ركابها الطعام والضيافة للتجار على متن السفينة. إذا قبل التاجر مثل هذا العرض ، فإنه يكون ملزمًا بالإقامة في منزل ذلك الشخص وقبول خدماته كوكيل مبيعات لأي عمل يتعامل معه في مقديشو. زينج خه، الرحالة الصيني الشهير، حصل على الحمار الوحشي والأسود من مقديشو والجمال والنعام من باراوا.

## السلاطين
يُعرف العديد من سلاطين مقديشو بشكل أساسي من عملة مقديشان التي نُقش عليها العديد من أسمائهم. تم العثور على مجموعة خاصة من العملات المعدنية في مقديشو كشفت عن 23 سلطانًا على الأقل. يقال إن مؤسس السلطنة هو فخر الدين، الذي كان أول سلطان لمقديشو ومؤسس سلالة فخر الدين بينما استقر شقيقه عمر الدين في هرر.
في حين تم تأريخ عدد قليل فقط من القطع بدقة، تم سك النقود المعدنية الأولى لسلطنة مقديشو في بداية القرن الثالث عشر، وآخرها تم إصدارها في أوائل القرن السابع عشر. بالنسبة للتجارة، استخدمت سلطنة أجوران أيضًا عملة مقديشان التي أصبحت متحالفة مع سلالة مظفر في مقديشو في نهاية القرن السادس عشر. تم العثور على عملات مقديشان في أماكن بعيدة مثل الدولة الحالية للإمارات العربية المتحدة في الشرق الأوسط.
والقائمة التالية مختصرة لسلاطين مقديشو .
1. أبو بكر بن فخر الدين
2. إسماعيل بن محمد
3. عبدالرحمن بن آل مساعد
4. يوسف بن سعيد
5. سلطان محمد
6. رسول بن علي
7. يوسف بن ابي بكر
8. مالك بن سعيد
9. السلطان عمر
10. الزبير بن عمر
11. السلطان مظفر عباد بحرصوف